# Karlova Ves (okres Bratislava IV)
Karlova Ves (Hongaars:Károlyfalu) is een stadsdeel van Bratislava en maakt deel uit van het district Bratislava IV.
Karlova Ves telt 33.559 inwoners. Tot 1943 was Karlova Ves een zelfstandige gemeente.
Districten: Bratislava I · Bratislava II · Bratislava III · Bratislava IV · Bratislava V

Stadsdelen: Čunovo · Devín · Devínska Nová Ves · Dúbravka · Jarovce · Karlova Ves · Lamač · Nové Mesto · Petržalka · Podunajské Biskupice · Rača · Rusovce · Ružinov · Staré Mesto · Vajnory · Vrakuňa · Záhorská Bystrica